# Oxalis cytisoides
Oxalis cytisoides är en harsyreväxtart som beskrevs av Joseph Gerhard Zuccarini. Oxalis cytisoides ingår i släktet oxalisar, och familjen harsyreväxter. Inga underarter finns listade i Catalogue of Life.